# Masiere
Le masiere di Vedana sono una pietraia brulla e arida colonizzata da una vegetazione rada e stentata, situata ai margini del Parco Nazionale delle Dolomiti Bellunesi e localizzate sulla sponda destra del torrente Cordevole, allo sbocco del Canale d'Agordo, nelle vicinanze della Certosa di Vedana e dell'omonimo lago.
La formazione di questo macereto a grossi blocchi è da collegare a una serie di grandi frane di crollo, staccatesi dal monte Peròn (15-16 000 anni fa), quando sulla conca di Mas-Peron stazionava la parte terminale del ghiacciaio del Cordevole; e in tempi successivi, a ghiacciaio scomparso.
Si tratta in parte di un grande accumulo di materiali di frana sparpagliati da una lingua glaciale in fase di dissolvimento (marocca) e in parte di un esteso macereto di un particolare tipo di frana, il rock avalanche. I rock avalanche sono frane di volume enorme, nel caso delle Masiere di oltre i 50 milioni di m³, che proprio a causa delle sue enormi dimensioni (effetto scala) innesca meccanismi particolari (flusso granulare, frammentazione dinamica…) che le consentono di percorrere distanze molto maggiori delle comuni frane. La caratteristica dei depositi di rock avalanche è quella di presentare, e le Masiere ne sono un esempio molto chiaro, un carapace di massi integri che ricoprono massi e blocchi fratturati e più in profondità roccia completamente disgregata e frantumata. 
Il paesaggio è caratterizzato da depositi glaciali e marocche (frane di trasporto glaciale), macereti di frana a grossi blocchi, talvolta scolpiti da solchi carsici e scannellature. Al margine orientale delle Masiere, lungo il Cordevole a Ponte Mas, si possono osservare anche marmitte di evorsione su arenarie della serie terziaria del Bellunese.

## Motivi d'interesse

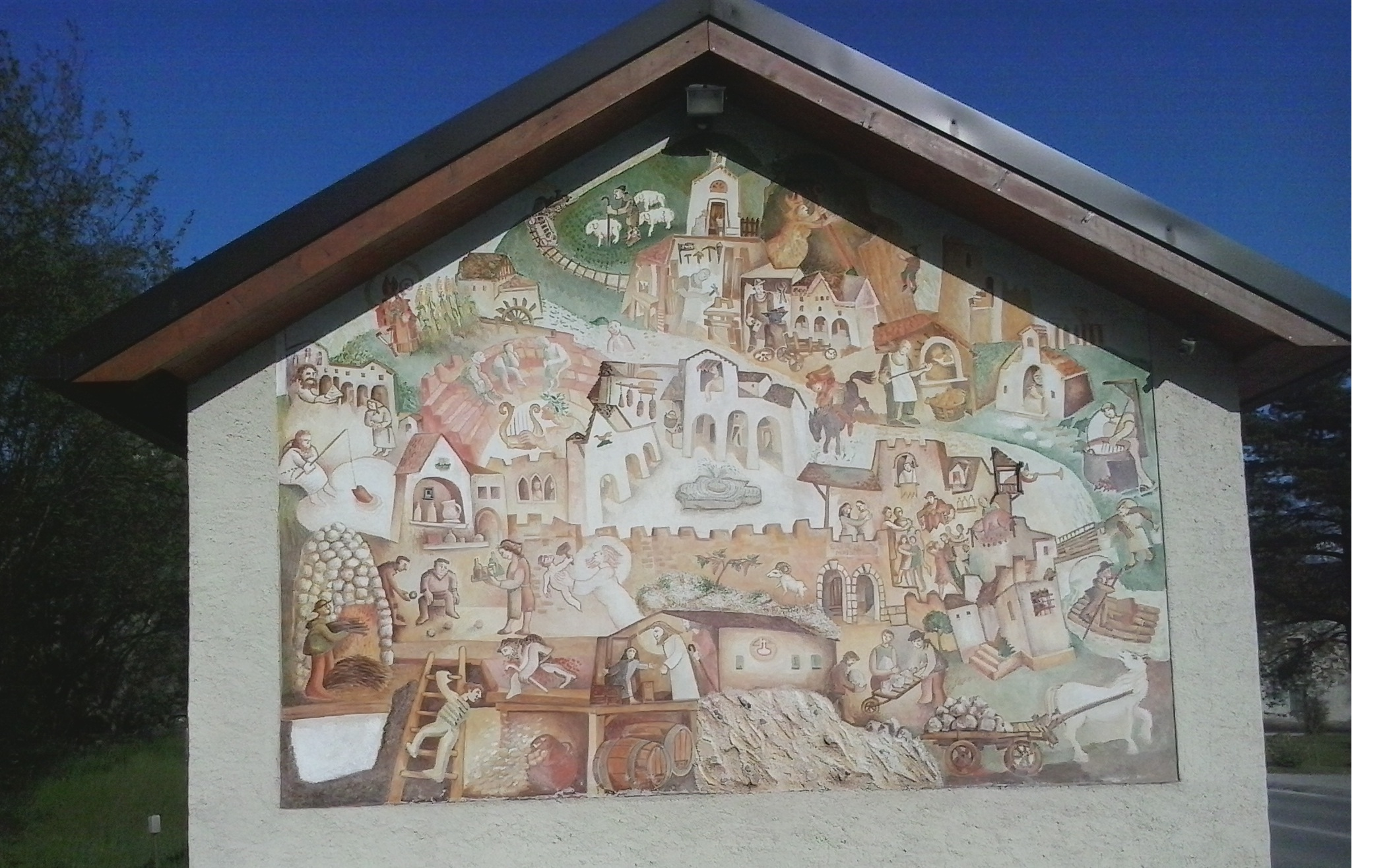
Affresco del villaggio di Cornia (Sospirolo, frazione Ponte Mas)

Questo enorme macereto, da cui deriva il nome di Masiere, ha suscitato da sempre l'interesse dei viaggiatori. Testi relativi a questo ammasso caotico di blocchi dolomitici risalgono al XVI secolo, quando lo storico Valeriano parla del monte Martiano che, crollato su un villaggio chiamato Cordua nei pressi dell'abbazia di Vedana, ostruì il letto del Cordevole bloccandone il corso originale.
Con le cronache del Seicento e del Settecento prende origine l'ipotesi che le Masiere di Vedana siano state originate dal forte terremoto del 1117 che ebbe l'epicentro nel Veronese e che provocò danni in tutta l'Italia settentrionale. Si presume che i villaggi sepolti dal monte Martiano siano addirittura due: Cordova e Cornia. Da allora quasi tutte le descrizioni chiamano in causa l'evento sismico per spiegare l'origine del grande deposito franoso.
Bisogna arrivare al 1875, quando un sacerdote, Don Francesco Pellegrini, inizia a instillare il dubbio che la causa della formazione del macereto non sia da attribuire a un terremoto, facendo notare che mancano veri e propri indizi scientifici. Saranno proprio i geologi con i loro studi a fornire la reale spiegazione di questo “mistero”, che sembra possa essere imputabile non tanto al terremoto quanto a enormi crolli avvenuti in concomitanza al ritiro dei ghiacci allo sbocco della valle del Cordevole, e in particolare sotto il monte Peròn, che le lingue glaciali contribuivano a tenere stabile.

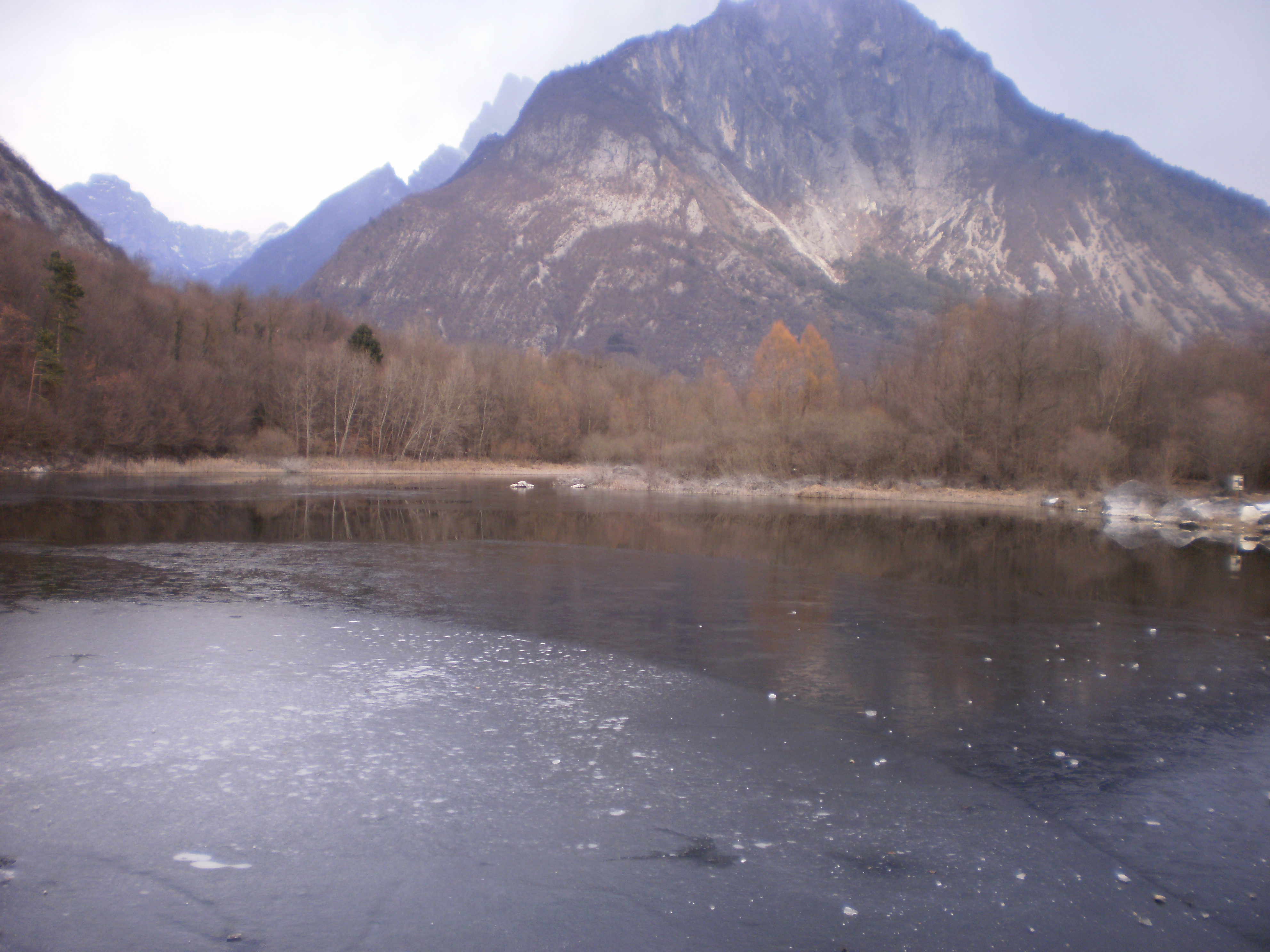
Monte Peron